# Mulvane
Mulvane est une municipalité américaine située dans les comtés de Sedgwick et de Sumner au Kansas.
Lors du recensement de 2010, sa population est de 6 111 habitants dont 5 121 dans le comté de Sedgwick et 990 dans celui de Smuner.

## Géographie
Mulvane se trouve dans la banlieue sud de Wichita dans le sud du Kansas.
Selon le Bureau du recensement des États-Unis, la municipalité s'étend en 2010 sur une superficie de 4,52 milles carrés (11,71 km2), dont 0,02 mille carré (0,05 km2) d'étendues d'eau. Le territoire de Mulvane se répartit de manière presque égale entre le comté de Sedgwick, 2,22 milles carrés (5,75 km2), et celui de Sumner, 2,30 milles carrés (5,96 km2).

## Histoire
Mulvane est fondée en août 1879. Elle est nommée en l'honneur de Joab Mulvane, un homme d'affaires de Topeka qui milita pour que le chemin de fer passe par la ville,. Elle devient une municipalité en 1883.

## Démographie
La population de Mulvane est estimée à 6 359 habitants au 1er juillet 2017.
| Groupe      | Mulvane (2016) | Kansas (2017) | États-Unis (2017) |
| ----------- | -------------- | ------------- | ----------------- |
| Blancs      | 93,9           | 86,5          | 76,6              |
| Métis       | 3,4            | 3,0           | 2,7               |
| Asiatiques  | 2,1            | 3,1           | 5,8               |
| Amérindiens | 0,5            | 1,2           | 1,3               |
|             |                |               |                   |
| Hispaniques | 1,8            | 11,9          | 18,1              |

Le revenu par habitant était en moyenne de 29 232 dollars par an entre 2012 et 2016, entre la moyenne du Kansas (28 478 dollars) et la moyenne nationale (29 829 dollars). Sur cette même période, 4,3 % des habitants de Mulvane vivaient sous le seuil de pauvreté (contre 12,1 % dans l'État et 12,7 % à l'échelle des États-Unis).